# Évangile selon Marc
L'Évangile selon Marc (Το κατά Μάρκον Ευαγγέλιον / To katá Márkon Euangélion) est l'un des quatre Évangiles canoniques du Nouveau Testament. Il relate la prédication, la vie, la mort et la résurrection de Jésus de Nazareth selon le christianisme.
Ce texte est l'un des trois « Évangiles synoptiques ». Dans l'ordre canonique de la Bible chrétienne, il se situe en deuxième place, juste après l’Évangile selon Matthieu.
Il est aussi le plus bref et probablement le plus ancien des quatre Évangiles. Son antériorité par rapport aux deux autres synoptiques (Matthieu et Luc) est aujourd'hui admise par le consensus historien, tout comme son utilisation par Matthieu et Luc, dont il constitue l'une des deux sources principales. En ce sens, il inaugure un genre littéraire nommé « évangile », inconnu jusqu'alors.
Écrit entre l'année 65 et l'année 75, autrement dit peu avant ou peu après les événements de l'année 70 et la destruction du Temple de Jérusalem, il se situe à une période charnière de l'histoire du peuple juif. La date précise de sa rédaction fait d'autant plus débat que son dernier chapitre semble inclure des apports ultérieurs.
Les thèmes principaux de sa théologie sont l'imminence du Royaume de Dieu, la puissance miraculeuse de Jésus, le secret messianique, et l'importance de la grâce divine.
La tradition chrétienne attribue sa rédaction à Marc, identifié au Marc compagnon de Paul puis de Pierre, personnage mentionné par le Nouveau Testament, notamment les Actes des Apôtres et les épîtres de Paul.

## Rédaction et origine

### Auteur et langue de rédaction
L'Évangile selon Marc est le plus bref des quatre Évangiles canoniques et, à l'instar des trois autres, il est écrit dans le grec ancien dominant alors, la koinè.
Ce texte ne comporte aucune mention de son ou de ses auteurs. Son auteur n'explicite pas ses intentions en rédigeant ce texte, qui sont à déduire par le lecteur. Il n’emploie jamais la première personne du singulier, qui n'est suggérée indirectement qu'une fois, dans une apostrophe en 13:14 (« que le lecteur comprenne »). Le titre (suscription) d'« évangile selon Marc » (κατά Μάρκον / katá Márkon) n'apparaît que vers la fin du IIe siècle.

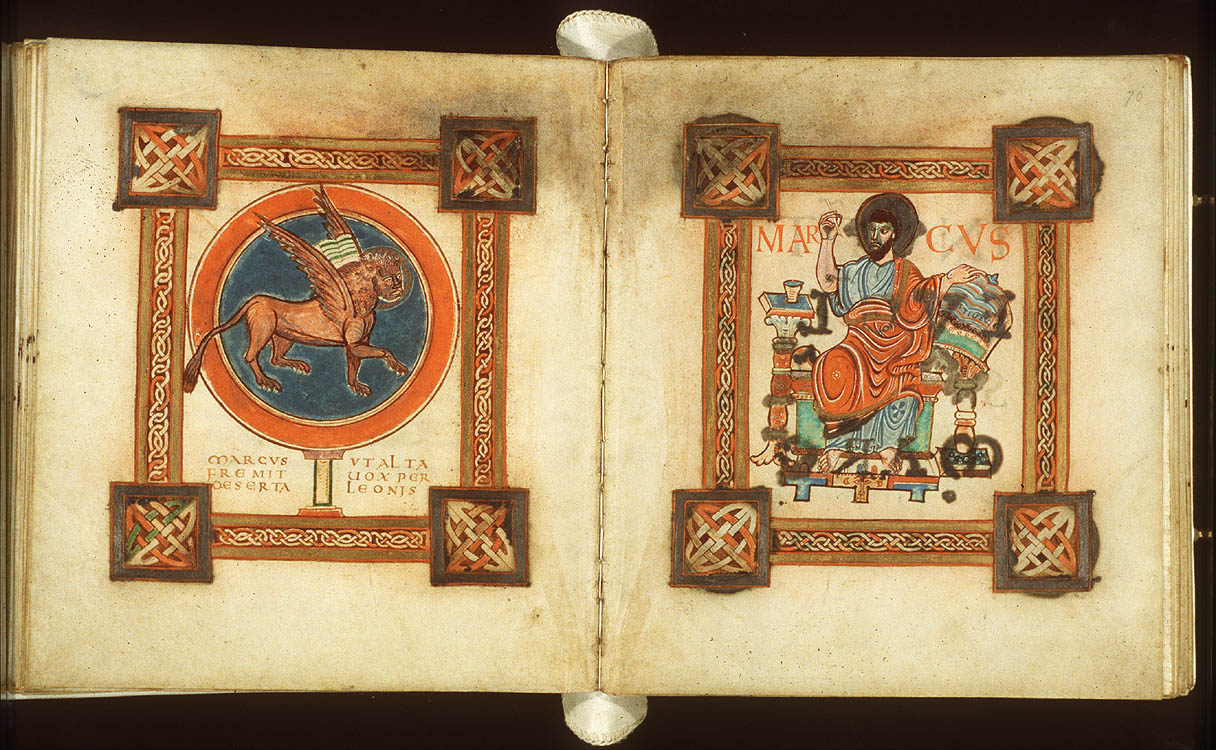
Marc et son lion symbolique, enluminure de l'Évangéliaire d'Egmond, v. 900.

Certains chercheurs considèrent que la question de l'identification de l'auteur n'est pas nécessairement centrale et doit être relativisée. La tradition des pères de l'Église, relayée par Eusèbe de Césarée, s'appuie sur le récit de Papias d'Hiérapolis datant du IIe siècle. La valeur historique de ce texte est néanmoins débattue par la recherche historique contemporaine, notamment parce que l'analyse du contenu même de l'évangile la met en doute.
L'auteur est peut-être à rapprocher d'un disciple judéo-chrétien de Pierre à Jérusalem, cité par trois fois dans les Actes des Apôtres sous le nom de Jean surnommé Marc, repris une seule fois sous le seul nom de « Marc » – un nom assez courant à l'époque – et qui est associé à Pierre, Paul et Barnabé. Ce personnage nommé Marc les aurait accompagnés lors de leurs deux derniers voyages missionnaires, jusqu'à une séparation que Paul veut définitive. Ce personnage semble également apparaître dans l'Épître à Philémon, lettre sans doute authentique où Paul mentionne un « Marc » collaborant avec lui, à Rome ou à Éphèse, durant son troisième voyage missionnaire. Un autre passage, dans l'Épître aux Colossiens, qui est probablement pseudépigraphique (écrite vers l'année 80) et dépendant de l'Épître à Philémon, propose une situation identique et fait de Marc un cousin de Barnabé. La Première épître de Pierre – également pseudépigraphique et rédigée à Rome – identifie Marc comme le « fils » de Pierre aux côtés de ce dernier. Enfin, la Deuxième épître à Timothée explique comment Paul sur le point de mourir en prison – peut-être à Rome – réclame que Marc, « qui lui est précieux », lui soit envoyé.
Ces éléments permettent de dresser un portrait hypothétique d'un « Jean dit Marc », proche de Pierre à Jérusalem avant de suivre Paul, dont il se sépare après une querelle vers 50 puis, après une certaine période, de se rapprocher de Paul et de Pierre, auxquels il est « précieux » avant leur martyre. Il est vraisemblable que la tradition rapportée par Papias d'Hiérapolis évoque ce « Jean-Marc » comme l'auteur qui aurait mis par écrit ce que Pierre se rappelait. Pour sa part, Justin de Naplouse mentionne un passage du texte attribué Marc en se référant à des « Mémoires de Pierre ». Justin de Naplouse est fidèle en cela à la tradition présente chez Papias et qui est reprise ultérieurement par Tertullien. Cependant, rien, à ce jour, ne vient corroborer la validité des affirmations présentes dans ces textes.
De plus, l'importance de Pierre dans cet évangile ne signifie pas nécessairement qu'il en soit l'inspirateur car on retrouve la même prééminence dans différents écrits pauliniens. L'origine judéenne voire hiérosolomytaine du rédacteur semble également, douteuse pour un texte rédigé en grec qui dénote une méconnaissance de la géographie palestinienne. L'évangile marcien témoigne en effet d'un manque de connaissance des questions géographiques, politiques et religieuses en Judée à l'époque de Jésus. Ainsi, aujourd'hui, l'opinion la plus courante est que l'auteur se situe géographiquement et historiquement à bonne distance des événements relatés.
Néanmoins, la présence de formulations maladroites donne à ce texte un aspect quelque peu rustique qui peut être dû à l'éventuelle influence de Pierre.
En tout état de cause, il n'est guère possible de conclure dans la mesure où il se peut également que la tradition primitive ait attribué l'évangile à un chrétien nommé Marc, inconnu par ailleurs, qu'elle a confondu par la suite avec « Jean-Marc ». L'auteur demeure difficile à connaitre autrement que par ce qu'il est possible de déduire « de sa langue, de son style, de son rapport à l'espace et au temps, de son travail littéraire et de sa perspective théologique ».

### Datation

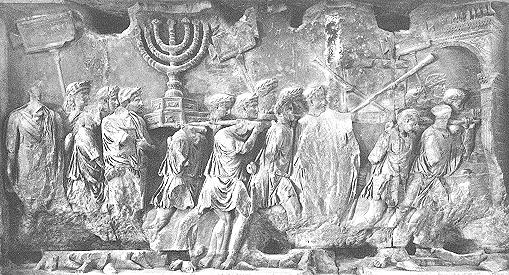
La destruction et le pillage du Temple à l'issue du siège de Jérusalem (70). Bas-relief de l'arc de Titus à Rome.

Les historiens et les exégètes s’accordent généralement pour une datation remontant à la fin des années 60 ou au début des années 70 ap. J.-C. en se fondant notamment sur l'état de développement de la tradition grecque sur Jésus telle qu'elle apparaît dans cet évangile : le texte suggère que plusieurs dizaines d'années se sont écoulées depuis la Crucifixion. C'est essentiellement autour du discours apocalyptique du chapitre 13 que s'articule le débat sur la datation du texte : la majorité des exégètes insistent sur le climat d'effervescence eschatologique qui régnait alors et concentrent la fourchette de datation autour de l'année 70, avant ou après selon qu'ils estiment que l'auteur a ou non connaissance de la chute de Jérusalem.
Néanmoins, des nuances existent. Certains chercheurs, s'appuyant sur Papias, pensent que cet évangile a été rédigé peu après la mort de Pierre, au milieu des années 60. Ainsi Martin Hengel décèle dans Marc 13 la période qui a suivi la mort de Néron, celle dite « des quatre empereurs », c'est-à-dire l'année 69. Le fait que Marc n'évoque pas les révoltes de 66-70 ou ne mentionne pas la chute de Jérusalem en 70 semble conforter cette datation. Cependant, les chercheurs qui postulent une datation au-delà de 70 arguent que les Juifs qui se trouvaient hors de Palestine ne devaient que peu connaître les détails de cette révolte. Néanmoins, les témoignages de Flavius Josèphe ainsi que des auteurs d'apocalypses juives et l'importance qu'ils accordent à la chute et à la destruction du Temple incitent à douter que les chrétiens d'origine juive ignorent la portée symbolique de ces évènements.
En se fondant sur la relation avec les autres synoptiques, rédigés au cours des années 80, une datation au-delà de 75 pour Marc est peu envisageable.
Des théories minoritaires proposent d'autres datations et d'autres langues d'origine.

### Genre littéraire

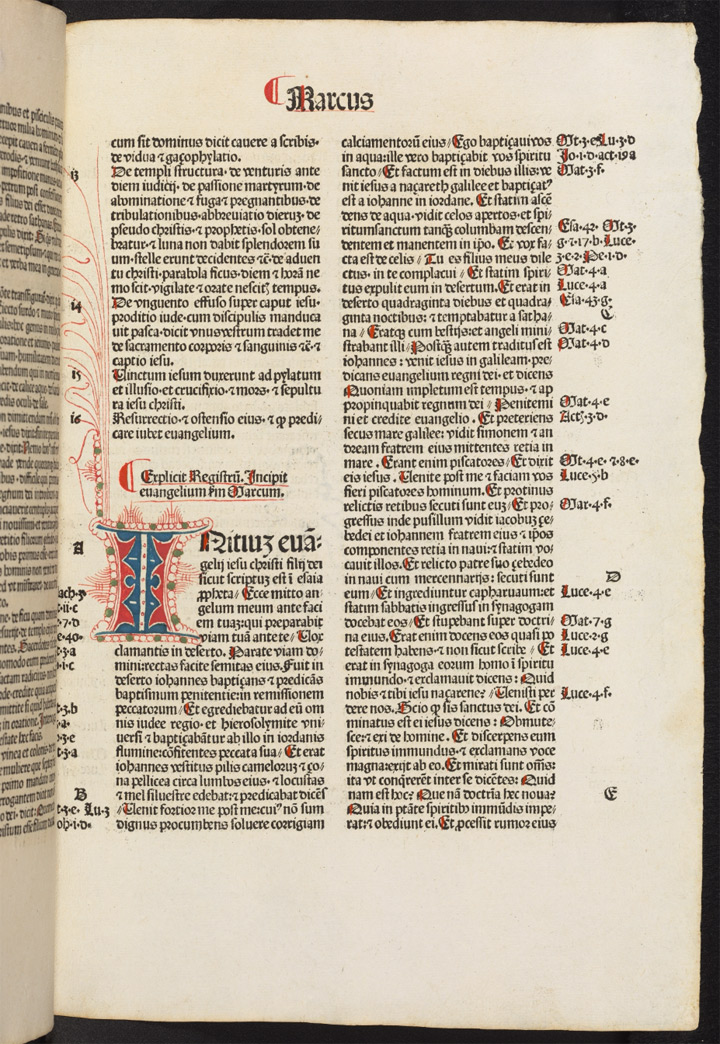
Première page de l'Évangile selon Marc, manuscrit latin, 1486.

D'une manière générale, l'école de la Formgeschichte (« histoire de la forme ») estime que les évangiles constituent un genre littéraire à part entière, né des besoins des premières communautés chrétiennes et « visant à édifier plutôt qu'à instruire leurs lecteurs », comme le rappelle Daniel Marguerat. Toutefois, si la nouveauté du genre « évangile » n'est pas contestable sur le plan théologique, il en va autrement d'un point de vue littéraire.
Le texte de Marc étant le plus ancien des quatre Évangiles canoniques, il est en effet possible de considérer son auteur comme le créateur d'un genre littéraire nommé « évangile ». Cependant, cette spécificité est contestée par plusieurs spécialistes, dont Rudolf Bultmann, qui voit plutôt le texte marcien comme une forme d'apologétique parmi d'autres, destinée à illustrer le kérygme chrétien et dénuée de véritables intentions biographiques.
Les techniques d'écriture de l'Évangile selon Marc et la nature de son contenu peuvent être comparées aux livres prophétiques de la Bible hébraïque, ainsi qu'aux « arétalogies » de la Grèce antique, ces romans qui relatent les actions prodigieuses d'hommes « divins », mais ces parallèles trouvent vite leurs limites : les premiers portent sur le message des prophètes bien plus que sur leur biographie, et les secondes ne répondent pas à un dessein théologique, même si elles accordent elles aussi une place prépondérante aux miracles. Les biographies hellénistiques semblent plus proches, dans leur attention au message du personnage central, mais, là encore, la parenté reste peu probante. Sur la forme, le texte marcien se présente plutôt comme l'héritier partiel de traditions orales ou écrites inspirées de la culture gréco-romaine, qui s'entremêlent dans la narration, tout en véhiculant un message radicalement nouveau.
Le mot « évangile » lui-même, s'il apparaît dès le premier verset de Marc, ne désigne ni le livre ni une forme littéraire : en grec, εὐαγγέλιον / euangélion signifie simplement « bonne nouvelle », c'est-à-dire l'annonce du Christ. Le sens de « genre littéraire », pour évoquer les textes évangéliques, n'est attesté qu'à partir du IIe siècle, avec la Didachè et la Seconde épître de Clément. Il serait néanmoins inopportun d'établir une séparation trop nette entre ces deux acceptions, car le récit ne se résume pas à une succession d'événements, il est tout entier placé sous le signe de la « bonne nouvelle », y compris lorsque celle-ci est vécue dans l'humiliation et la douleur. Les deux sont indissociables : en même temps que commence l'annonce de la « bonne nouvelle », commence l'acte d'écrire.

### Localisation
Le lieu où a été rédigé cet évangile n'est pas connu mais plusieurs hypothèses ont été avancées.
On a pu établir que le texte s'adressait à un public essentiellement non juif et hellénophone ne connaissant pas l'araméen ni les pratiques juives de pureté rituelle, dans une région où le latin était en usage et avait influencé le grec. Ce public, peut-être des convertis par des évangélisateurs familiers de la tradition judéo-chrétienne, baignait dans l'attente imminente de la parousie, peut-être attisée par une persécution de la communauté au cours de laquelle un grand nombre aurait failli. Le texte s'inscrit dans la droite ligne de la littérature populaire hellénistique, à la syntaxe rudimentaire, teintée de sémitismes et d'araméismes, avec des maladresses stylistiques apparentes.
Quant à préciser la localisation, bon nombre d'exégètes choisissent de ne pas rejeter celle qui traditionnellement, à la suite de Clément d'Alexandrie, situe la rédaction à Rome, sans que ce point puisse toutefois être catégoriquement affirmé.
Cette théorie semble renforcée par l'usage de mots d’emprunt dérivés du latin et d'expressions provenant de la grammaire latine, ce qui suggère une rédaction dans un milieu où l'on parlait le latin. Toutefois, ces latinismes sont essentiellement militaires et monétaires, et semblent passés dans le langage courant du grec hellénistique. Ainsi, plusieurs chercheurs optent plutôt pour une rédaction en Palestine, en Syrie ou encore en Transjordanie septentrionale, voire en Galilée.
Seules Jérusalem et d'une façon plus générale la province romaine de Judée sont écartées par les exégètes, car l'auteur montre une connaissance insuffisante des réalités locales.

### Manuscrits
Entre les manuscrits grecs des évangiles, il existe de nombreuses variantes à partir desquelles un classement a été esquissé au XVIIIe siècle en trois « recensions » : alexandrine, byzantine et occidentale. Les deux premières se partagent le texte lu dans les Églises, et la dernière est à l'origine des deux autres, qui l'ont remplacée. Pour Marc, le texte occidental a encore deux témoins : le Codex de Bèze (D), copié vers 400, et le Codex de Freer (W), qui en est, pour Marc seul, une première révision.

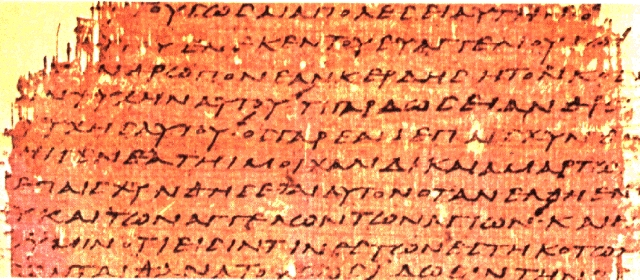
Marc 8:35-9:1, Papyrus 45 (Gregory-Aland), IIIe siècle.

Où qu'il ait été composé, le texte de l'Évangile selon Marc a sans doute commencé à circuler largement dans les dix à quinze ans qui ont suivi sa rédaction, étant donné un grand nombre de corrections ultérieures. Outre les deux bibles grecques copiées dans le deuxième quart du IVe siècle, le Codex Sinaiticus et le Codex Vaticanus, il n'existe que deux manuscrits antérieurs à la fin du IVe siècle qui concernent Marc, tandis que Luc est présent dans quatre, et Matthieu et Jean dans douze. S'il s'agit du plus ancien des évangiles, Marc est aussi le moins bien attesté : les premiers papyrus à proposer un extrait de Marc – le Papyrus 137 ({\displaystyle {\mathfrak {P}}}137), le Papyrus 45 ({\displaystyle {\mathfrak {P}}}45) et le Papyrus 88 ({\displaystyle {\mathfrak {P}}}88) – datent respectivement du début du IIIe siècle, du milieu du IIIe siècle et de la fin du IVe siècle.
En 1972, José O'Callaghan a affirmé avoir reconnu quelques lettres de l'évangile dans un fragment de papyrus de Qumrân (7Q5) d'avant l'an 70, mais peu de chercheurs ont donné crédit à cette hypothèse.
En 2012, une équipe de chercheurs canadiens de l'Acadia Divinity College dirigée par Craig A. Evans découvre un manuscrit de l'Évangile selon Marc dans le masque funéraire d'une momie, qui aurait été copié un peu avant l'an 90. Ces conclusions sont contestées par une partie de la communauté scientifique, qui y voit de l'apologétique, voire de la pseudo-science. Édité en 2018 sous le nom de {\displaystyle {\mathfrak {P}}}137, ce manuscrit est aujourd'hui daté entre la fin du IIe siècle et le début du IIIe siècle.

## Contenu

### Structure

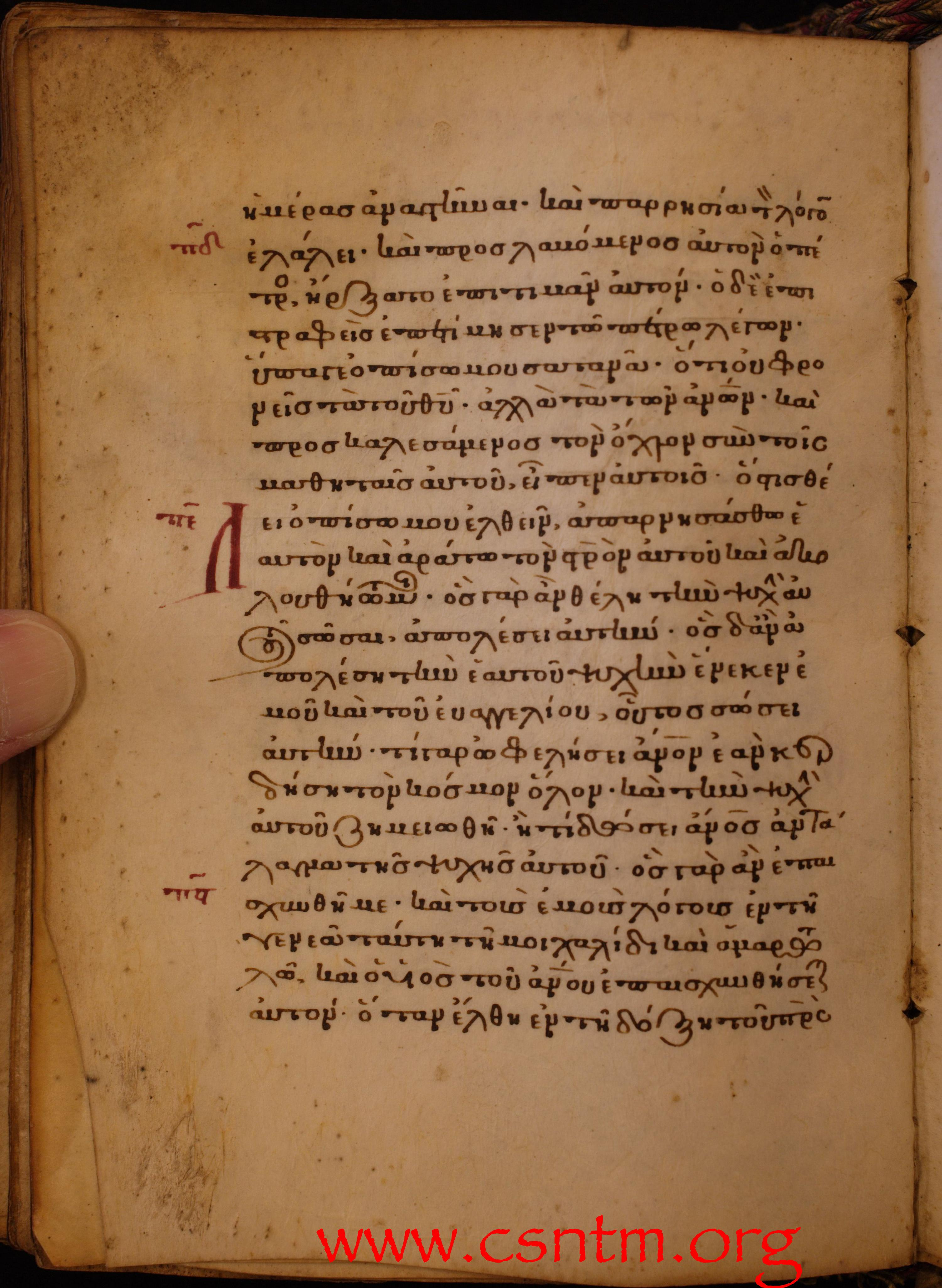
Chapitre 8 de Marc, Minuscule 544 (Gregory-Aland), XIIIe siècle.

L'exégèse historico-critique a coutume de scinder l'évangile marcien en deux parties, consécutives au prologue (1:1-13) et s'articulant autour de la scène de Césarée de Philippe (8:27-33), la seconde partie portant essentiellement sur l'enseignement de Jésus à ses disciples et sur l'annonce de la Passion. Toutefois, il n'existe pas de consensus sur l'emplacement du point de bascule, ni sur cette structure binaire, ni même sur la nécessité de définir une structure. Plusieurs spécialistes optent pour un plan en trois parties, d'autres vont jusqu'à six.
Camille Focant, pour sa part, propose un découpage en six sections, abstraction faite du prologue (1:1-13) : 1. 1:14-3:6 - 2. 3:7-6:6a - 3. 6:6b-8:30 - 4. 8:31-10:52 - 5. 11:1-13:7 - 6. 14:1-16:8.
Le plan proposé par Corina Combet-Galland distingue deux grandes parties encadrées par une préface et une postface : Préface (1:1-13) - 1. L'autorité du Fils de Dieu (1:14-8:21) - 2. Le service du Fils de Dieu (8:22-15:47) - Postface (16:1-8). La finale longue (16:9-20) est une « suite ajoutée ».
Pour Benoit Standaert, l'Évangile marcien serait conçu pour la lecture dans les assemblées chrétiennes, spécialement pour les grandes fêtes, et en particulier pour la veillée pascale. C’est pourquoi il y voit une haggadah pascale chrétienne, les treize premiers chapitres de Marc étant une introduction liturgique à la Pâque de Jésus. Il propose un plan en sept parties : Prologue (1,1-13) - Narration (1,14-6,13) - Interrogation de plus en plus pressante (6,14-8,26) - Réponse à Césarée de Philippe et au mont Hermon (8,27-9,13) - Comment suivre Jésus ? (9,14-10,52) - Dénouement (11,1-15,47) - Épilogue (16,1-8). Une huitième partie, la finale longue (16,9-20), est due à un auteur ultérieur.

### Résumé

#### Préface (1:1-13)
Dès le début, Jésus est présenté comme le Messie, le Fils de Dieu. Mais la plupart des acteurs du drame ignoreront jusqu'au bout cette identité. Le Fils de l'Homme est baptisé par Jean le Baptiste dans les eaux du Jourdain, reçoit l'onction de l'Esprit saint qui le conduit désormais, et le Père le proclame son Fils.
Poussé au désert par l'Esprit, Jésus se prépare à affronter Satan. Mais les anges le servent, et les bêtes sont témoins.

#### L'autorité du Fils de Dieu (1:14-8:21)
En Galilée, Jésus désigne ses premiers disciples (1, 16-20). (Première victoire sur Satan, par la guérison d'un démoniaque).
Constamment Jésus impose le silence aux démons (1, 26-27), et même à ses amis, pour qu'ils taisent son identité véritable.
Il chasse les démons et guérit la belle-mère de (1, 30), Pierre, dans la maison duquel il était descendu. Il parcourt toute la Galilée. Il guérit toute infirmité: les lépreux (1, 40) les paralytiques (2, 1). D'un signe il appelle Lévi (2, 14) fonctionnaire d'Hérode. Il discute avec les pharisiens. Les foules de tous les pays environnants accourent pour le suivre. Il connaît un immense succès.
Il institue les « Douze » (3, 16). Il écarte d’un geste ses parents qui cherchent à l'accaparer (3, 31-34). Il répond aux calomnies des scribes. Il enseigne les foules en paraboles. Maître des éléments, et Dieu, il apaise la tempête (4, 37-41). Il s'aventure en pays semi-païen, par delà le lac. De par sa puissance, il ressuscite la fille de Jaïre. 5,21-24 et 5, 37-42) Il visite sa patrie, Nazareth, où il est accueilli froidement. Il envoie les Douze au-devant de lui, en mission deux à deux. Eux-mêmes se mettent à chasser les démons, à guérir les malades. et multiplie de nouveau les pains (8, 1-9), cette fois au profit des païens.
Les pharisiens incrédules demandent un signe (8, 12).

#### Le service du Fils de Dieu (8:22-15:47)
Dans la section centrale du livre (8,27 --- 9,13), Pierre répond à l’interrogation de Jésus : « Tu es le Christ » (8,29). C'est alors que Jésus annonce une première fois sa Passion (8, 31-32).
Au sommet de l'Hermon, la Transfiguration (9, 2-7) authentifie solennellement, au nom de Dieu, l'identité de Jésus, et sa mission : « Celui-ci est mon Fils bien-aimé ; écoutez-le » (9,7). Mais Jésus impose encore le silence à ses amis (9, 9).
La section (9,14 --- 10,52) expose comment suivre Jésus. C'est en Galilée, puis en Judée, puis en Pérée, puis en route vers Jérusalem. D'une phrase, Jésus résume son propos : « Le Fils de l'homme lui-même n'est pas venu pour être servi, mais pour servir, et donner sa vie en rançon pour une multitude » (10,45).
Jésus guérit un aveugle à Jéricho, qui le reconnaît comme le « Fils de David » (10,47.48).
Le dénouement (11,1 --- 15,47) met en scène l'entrée de Jésus à Jérusalem, monté sur un petit âne (Marc 11, 7-9), qui suscite des attentes messianiques parmi la foule. Jésus entre ensuite dans le Temple et expulse les marchands (11, 15-17), réaffirmant l'autorité de Dieu sur ce lieu sacré.
Dans cette période, Jésus délivre des enseignements solennels. Il répond aux questions sur l'impôt à César (Marc 12, 14-17), aborde la question de la résurrection (12, 15-27), souligne l'importance du premier commandement (12, 28-35), et questionne le statut du Messie (12, 35-37).
Dans le discours eschatologique (13, 1-37), Jésus prédit la ruine de Jérusalem et évoque la fin du monde, anticipant la venue finale du Fils de l'Homme sur les nuées du ciel, une référence à sa propre divinité (13, 9-24 ; 14, 1-37). Il exhorte à la vigilance (13, 37), préparant les disciples à des temps difficiles.
Deux jours avant la Pâque, à Béthanie, une femme prépare symboliquement l'ensevelissement de Jésus (14, 3-8).
La trahison de Judas lors de la Cène (14, 10-11) annonce les événements tragiques à venir. Jésus partage sa dernière Pâque avec ses disciples, instituant ainsi l'eucharistie (14, 22-24).
À Gethsémani, il souffre en compagnie de Pierre, Jacques et Jean, appelant Dieu comme "Abba" (14,36).
Les événements s'accélèrent avec l'arrestation de Jésus, le reniement de Pierre, son jugement par le Sanhédrin et Ponce Pilate, la flagellation, la couronne d'épines, et la crucifixion (15, 1-15, 24). Jésus expire "à la neuvième heure" solaire, soit à trois heures de l'après-midi (15,39). Il est ensuite enseveli dans le tombeau d'un homme riche (15, 42-46).

#### Postface et finale (16:1-20)
Dans la péricope du tombeau vide (16:1-4), le récit commence avec les femmes, Marie de Magdala, Marie, mère de Jacques, et Salomé, se rendant au sépulcre de Jésus, où elles découvrent que la pierre qui fermait l'entrée a été roulée. À l'intérieur du tombeau, les femmes trouvent un jeune homme vêtu de blanc qui leur annonce que Jésus est ressuscité et les invite à informer les disciples. Elles sont prises de peur et s'enfuient loin du tombeau sans rien dire à personne, ce qui clôt le récit.
En (16:9-14), la narration reprend avec la mention de plusieurs apparitions de Jésus ressuscité à ses disciples, puis (16:15-18) : Jésus donne à ses disciples l'injonction de prêcher l'Évangile dans le monde entier, promettant des signes miraculeux à ceux qui croient. Ensuite, le texte ne décrit pas explicitement l'ascension de Jésus au ciel, contrairement aux autres évangiles, mais le texte suggère son élévation. Le chapitre 16 se termine en soulignant que les disciples ont accompli leur mission.

### Finale de Marc

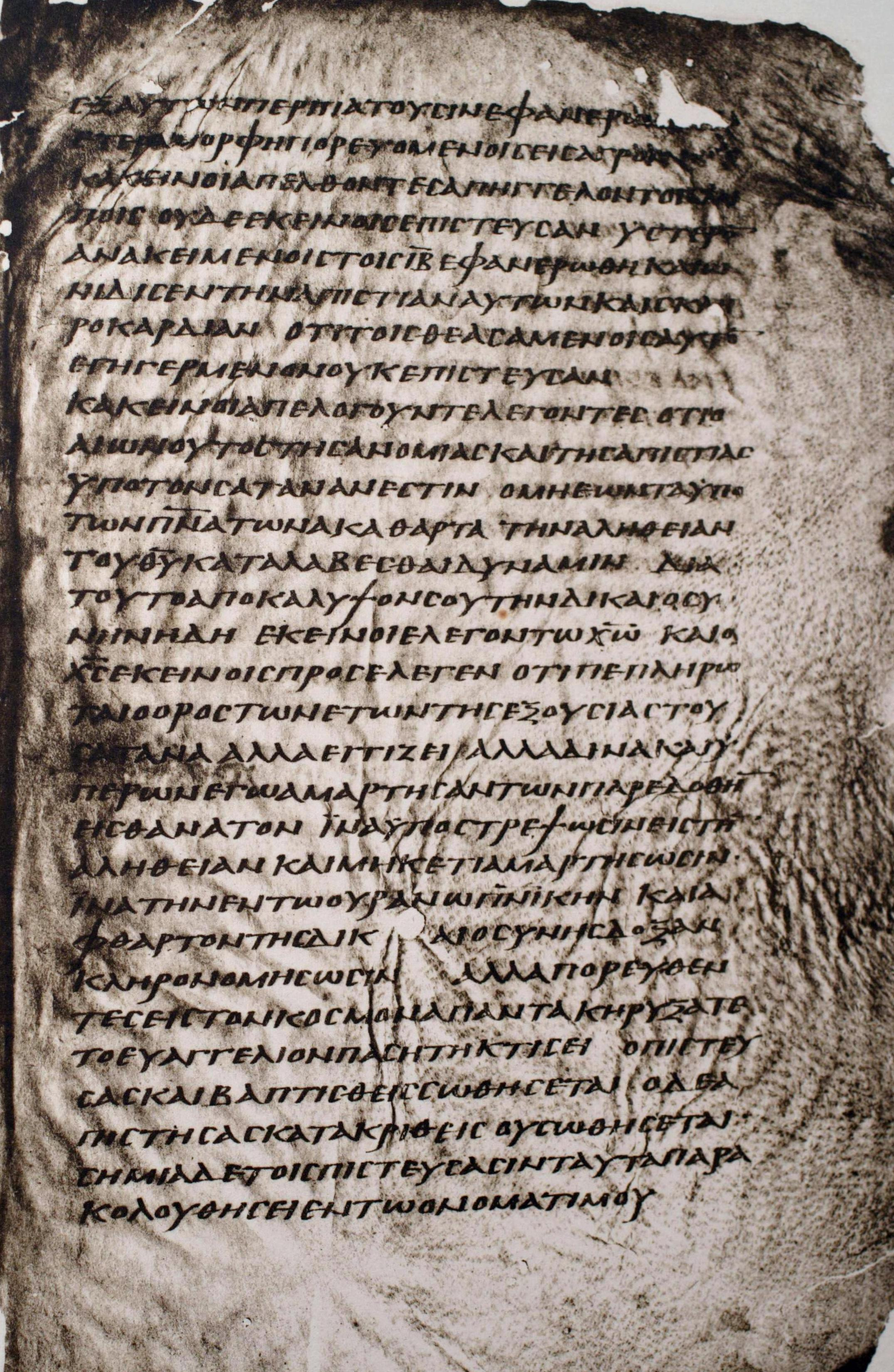
Codex Washingtonianus W (032), Mc 16,12-17.

Dans beaucoup de versions contemporaines du Nouveau Testament dont la TOB, l'évangile selon Marc se termine sur un passage consécutif au verset 16,8 et plus ou moins long, qui présente plusieurs apparitions de Jésus ressuscité auprès de disciples incrédules, puis son ascension et leur départ en mission.
En fait, le texte du rédacteur initial s'arrête en réalité au verset 16,8, même si cette fin abrupte peut troubler : « elles ne dirent rien à personne, car elles avaient peur… ». Cette fin d'un épisode sur un affect n’est pourtant pas singulière dans cet évangile mais, dès l'Antiquité, ce côté abrupt a été remarqué et diverses tentatives d'ajouts de fins existent dans plusieurs manuscrits.
On dénombre quatre types de finales en plus de la « finale courte » : une version où cette dernière est légèrement augmentée d'une brève addition, une version dite « longue » (16,9-20), une version « doublement longue » qui reprend les trois précédentes et enfin, une version qui insère entre les versets 14 et 15 une interpolation dite du « logion de Freer ». La majorité des manuscrits onciaux ainsi que la Vulgate connaissent la « version longue » mais les deux grands onciaux du IVe siècle — le codex Vaticanus et le codex Sinaiticus — s'arrêtent à 16,8, tandis que quelques autres manuscrits proposent les versions alternatives. L'analyse textuelle du passage 16,9-20 et les comparaisons avec le reste de la littérature néotestamentaire ou apocryphe fait pencher pour une datation au deuxième tiers du IIe siècle probablement produit pour un milieu hellénistique dans un cadre missionnaire.
Quelques exégètes soutiennent pour leur part l'idée d'une fin accidentellement perdue — par exemple détachée d'un codex — estimant que le rédacteur n'aurait pu manquer de raconter l'apparition en Galilée évoquée au verset 16,7. Quoi qu'il en soit, le passage 16,9-20 a été déclaré canonique par l’Église catholique lors du concile de Trente sans obligation pour les catholiques de croire qu'il est de Marc.

### Particularités stylistiques
Le texte se caractérise par diverses techniques stylistiques destinées à relier ou à articuler ses unités narratives, en particulier l'emploi de mots-crochets, de transitions, d'enchâssements et de structures concentriques.

## Importance historique

### Un texte de transition
L'Évangile selon Marc occupe une place centrale dans l'histoire du christianisme, car il marque deux transitions : le passage de la tradition orale sur Jésus à l'écriture évangélique, et l'intégration du christianisme du monde juif à l'espace culturel hellénistique et romain. Avant Marc, il existait également des traditions écrites sur Jésus, par exemple dans les logia de la Source Q. Cependant, elles restaient lacunaires par rapport à la biographie de Jésus, de sorte que, en l'état actuel des connaissances, le texte de Marc est le premier à relater une « vie de Jésus », depuis son baptême jusqu'à sa mort sur la croix, dans une séquence chronologique.

### Marc et les autres synoptiques

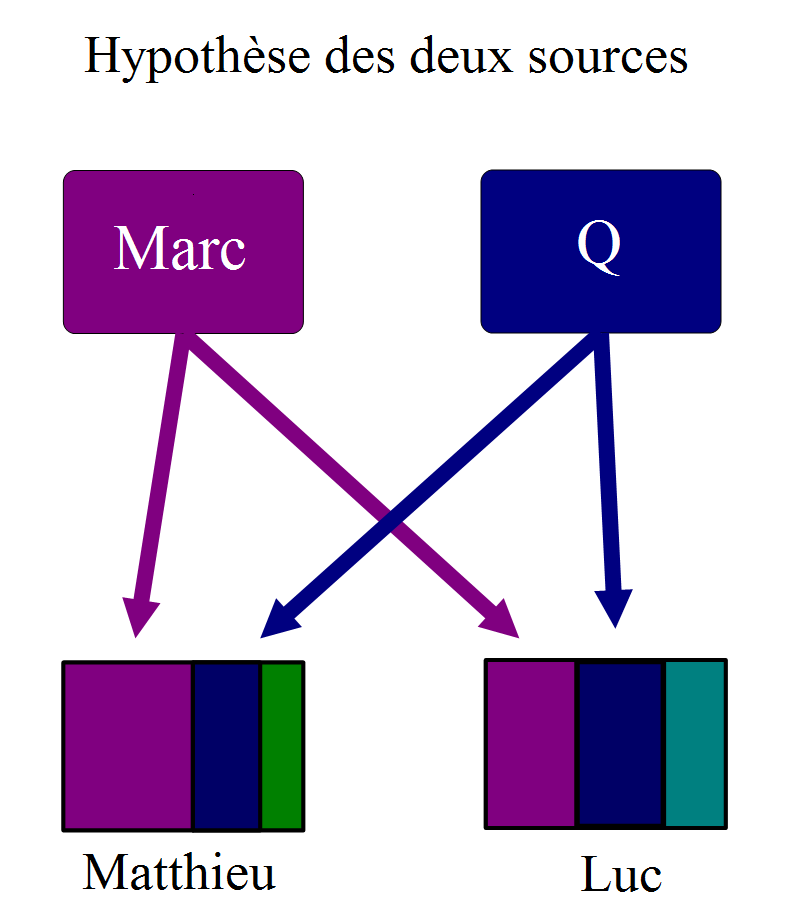

Selon la théorie des deux sources, majoritairement acceptée, les évangélistes Matthieu et Luc doivent beaucoup à l'Évangile de Marc. Ils l'ont utilisé et incorporé dans leur propre ouvrage au point d'en faire leur ossature.

### Contenu propre à Marc

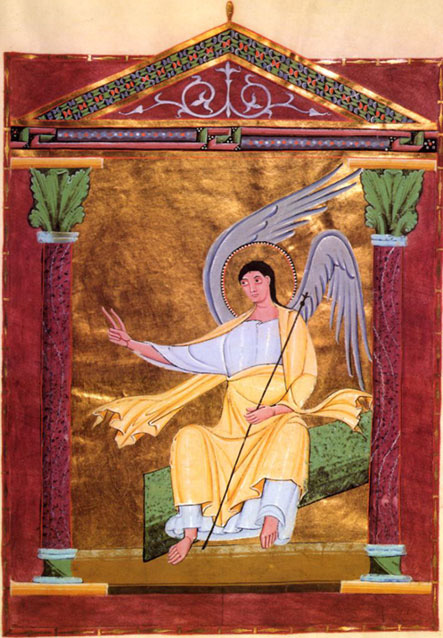
Marc 16:5 : un jeune homme assis à droite vêtu d’une robe blanche, Livre des péricopes d'Henri II, début du XIe siècle.

La quasi-totalité de l'Évangile selon Marc a été repris par Matthieu et Luc : au total, 635 versets sur 661.
Sur un total de 661 versets, le contenu de Marc non réutilisé (ce qu'on appelle en allemand le Sondergut) par Matthieu et Luc ne comprend que 26 versets, parmi lesquels :
- Mc 2:27
- Mc 3:20-21
- Mc 4:26-29 : la Semence (parabole)
- Mc 7:31–37 : la Guérison du sourd-muet de Décapole
- Mc 8:22–26 : l'Aveugle de Bethsaïde
- Mc 9:48-49
- Mc 14:51-52 : le Jeune homme nu
- Mc 15:44.

Au total, le texte de Marc se retrouve presque en entier dans les deux autres synoptiques (635 versets sur 661).
De plus, le schéma de la vie du Christ, tel que fixé par Marc, se retrouve dans Matthieu et Luc : un ministère galiléen, suivi d'une seule montée à Jérusalem pour la dernière Pâque. Marc et Lc ont seulement complété ce schéma, d'une part par les récits de la naissance et de l'enfance, composés symétriquement, et d'autre part par les paroles ou discours de Jésus .
Mise à part une première partie (Mc:1,1 - 6,13) que Matthieu a assez profondément bouleversée, les deux synoptiques ont respecté la progression de Marc, y compris et surtout pour le récit de la Passion. Ils confirment sa chronologie pour les derniers jours ou les dernières heures de Jésus.
L'entrée messianique à Jérusalem, en débouchant de Jéricho, a lieu avant la semaine de Pâque (cf. Mc 11,1), avant l'onction à Béthanie, qui prend place deux jours avant la Pâque juive (cf. Mc 14,1). La dernière Cène, véritable repas pascal avec consommation de l'agneau, est célébrée le soir de la Pâque (cf. Mc 14,12). Jésus est livré dès le lendemain aux chefs du Temple de Jérusalem (cf. Mc 14,53) puis à Ponce Pilate (cf. Mc 15,1). Jésus, le Vendredi saint, reste au moins six heures en croix, de neuf heures du matin (cf. Mc 15,25) à trois heures passées de l'après-midi (cf. Mc 15,34).

## Théologie et thématiques

### Emprunts au Premier Testament
Le titre de Fils de l'Homme, fréquemment utilisé pour désigner Jésus, est emprunté du Livre de Daniel dans le Premier Testament.
Le thème de l'appel des disciples (1:16-20 et 2:14) est à rapprocher de l'investiture du prophète Élisée par son prédécesseur Élie dans le Premier et le Deuxième Livres des Rois.

### Royaume de Dieu
Raymond E. Brown souligne que le thème du Royaume de Dieu occupe une place prépondérante dans l'Évangile selon Marc : ce Royaume représente bien plus qu'une simple réalité future, il est une réalité présente qui a des implications pour la vie des croyants, il est au cœur de l'enseignement de Jésus et à son ministère terrestre.
Jésus commence son ministère en proclamant que le Royaume de Dieu est proche (1:15), ce qui est un appel à la repentance et à la foi : le Royaume est à portée de tous ceux qui sont prêts à se détourner de leurs voies pécheresses et à mettre leur confiance en l'Évangile.
La thématique de la récompense et de punition eschatologiques sont inséparables de celle du Royaume : ceux qui croient et persévèrent seront récompensés, ceux qui rejettent la foi seront condamnés (Marc 13:13, Marc 16:16). Jésus exhorte les disciples à rester vigilants et à maintenir leur foi dans l'attente de la fin des temps (Marc 13:33-37), vigilance qui souligne l'incertitude temporelle du moment de la venue finale du Royaume.
Le Royaume est la sphère dans laquelle Dieu règne en souveraineté. Raymond E. Brown considère que le Royaume de Dieu dans l'Évangile selon Marc - et aussi dans l'Évangile selon Matthieu - est également une réalité dynamique. Il ne reste pas statique, mais il grandit et se développe à mesure que Jésus enseigne et accomplit des œuvres miraculeuses. Les paraboles de Jésus, telles que celle du grain de moutarde (Marc 4:30-32), illustrent la croissance progressive du Royaume. Il commence petit, mais il devient finalement une grande réalité qui englobe toutes choses.

### Miracles de Jésus
La moitié de l'évangile marcien est constituée de récits de miracles. Sur le plan théologique, ces miracles ne sont pas de simples démonstrations de pouvoir, mais des signes tangibles de la présence de Dieu dans le monde et de sa compassion envers les souffrants : ils annoncent la libération des captifs.
Un des miracles les plus connus dans la tradition occidentale est la guérison de la femme atteinte d'une hémorragie (Marc 5:25-34), guérison qui ne se limite pas à la sphère physique : elle symbolise également la guérison spirituelle que Jésus offre à ceux qui ont foi en lui..

### Christologie
L'Évangile selon Marc présente une christologie dynamique qui se développe tout au long du récit. Au début de la narration, Jésus est principalement perçu comme un prédicateur et un guérisseur, puis, au fil de l'histoire, on voit évoluer la compréhension de son identité par les personnages qui l'entourent.
Il existe plusieurs éléments relevant d'une christologie haute chez Marc, par exemple la péricope de la Transfiguration (Marc 9:2-8), qui se conclut toutefois par le recours au secret messianique jusqu'à ce que le Fils de l'Homme soit ressuscité, ou encore le centurion romain déclarant lors de la Crucifixion : « Vraiment, cet homme était Fils de Dieu ! » (Marc 15:39).
La crucifixion de Jésus est présentée pour la première fois dans Marc 15:22-41. Ce passage décrit en détail le processus de crucifixion, y compris le fait que Jésus est cloué sur la croix entre deux malfaiteurs. Le récit relate également les moqueries et les insultes lancées à Jésus par les passants, les chefs religieux et même l'un des malfaiteurs crucifiés avec lui. La crucifixion de Jésus est un moment de grande souffrance physique et de mépris public.
La crucifixion de Jésus est présentée comme l'accomplissement des prophéties de l'Ancien Testament concernant le Messie souffrant (Marc 15:24, référence à Psaume 22:18). La crucifixion est également liée à l'idée de l'expiation des péchés, où Jésus offre sa vie en sacrifice pour le salut de l'humanité (Marc 10:45).
L'Évangile selon Marc rapporte un événement surnaturel qui se produit lors de la crucifixion. Il est écrit que "là, le rideau du temple se déchira en deux, depuis le haut jusqu'en bas" (Marc 15:38).

### «Secret messianique»

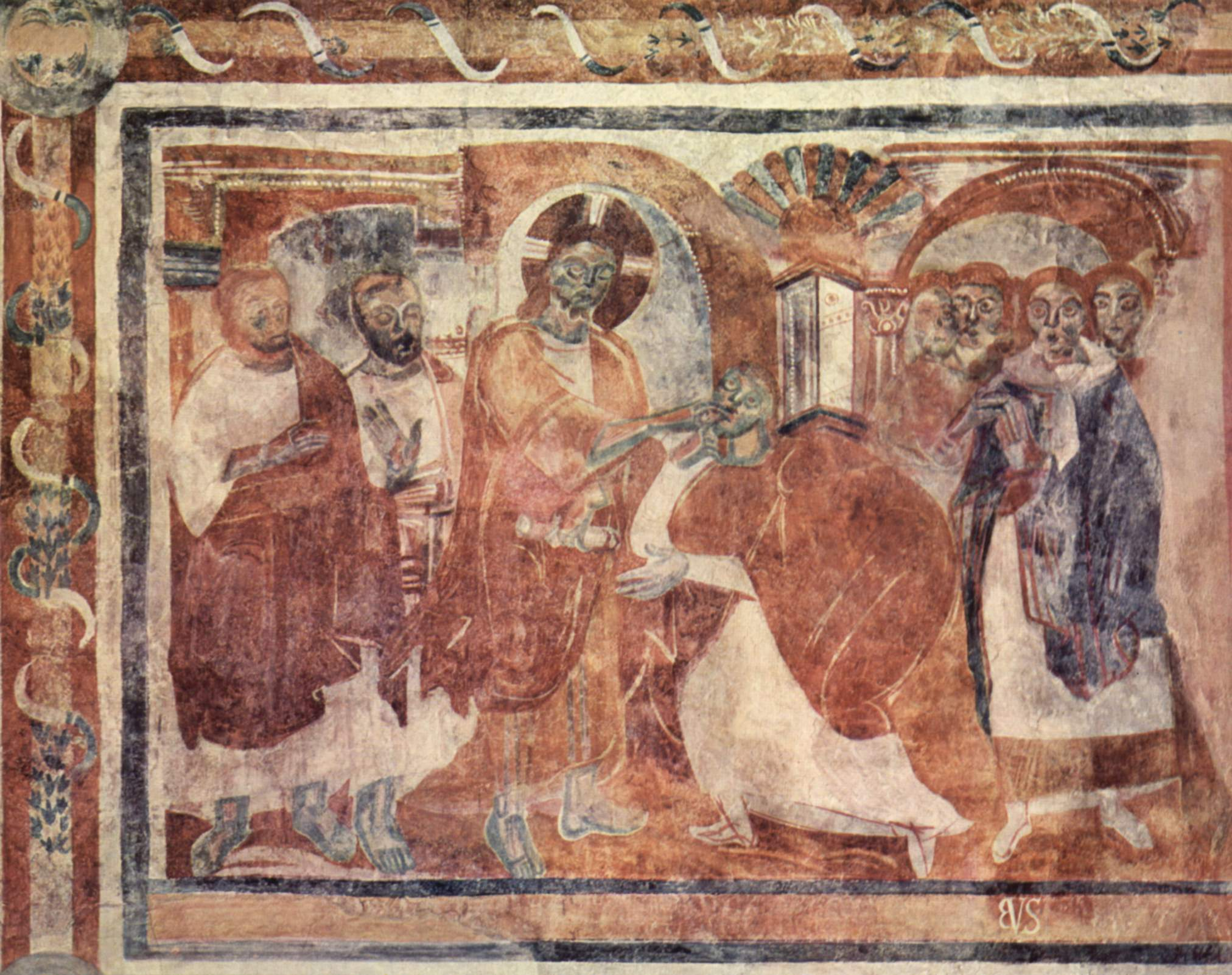
Guérison d'un sourd-muet en Décapole, fresque (v. 830) de l'abbaye Saint-Jean-des-Sœurs à Müstair (Suisse) : « Et Jésus leur recommanda de ne dire la chose à personne (Marc 7:36). »

Au début du XXe siècle, William Wrede a nommé « Messiasgeheimnis » — que l'on traduit par « secret messianique » mais qui peut être traduit par « mystère messianique » — le fait que Jésus interdit qu'on le nomme « messie » ou « fils de Dieu » et qu'on mentionne ses guérisons et exorcismes. Selon Wrede, ce silence sur la mission de Jésus aurait été un moyen littéraire par lequel les premiers chrétiens pouvaient justifier l'absence de consensus sur ce point : l'auteur de l'évangile laisserait entendre que Jésus aurait gardé secrète sa fonction messianique à ses propres proches. L'expression a été abondamment commentée et critiquée depuis.
Dans l'exégèse du XXIe siècle, elle est généralement considérée comme une construction savante et technique, une marque substitutive créée pour tenter d'éclairer une série de passages obscurs au lecteur moderne. Pour l'historien David Watson, il faut plutôt chercher la raison de cette « discrétion » dans la nécessité d'être - selon l'évangéliste - regardé défavorablement par la culture dominante pour l'être favorablement aux yeux de Dieu. Des exégètes comme Nils Dahl ou Camille Focant s'accordent plutôt sur la volonté d'emphase du rédacteur de l'évangile - qui propose une christologie de type mystique - sur l'aspect « mystérieux » familier aux lecteurs de l'époque, sans qu'ils aient attendu de réponse particulière. En tout état de cause, le lecteur de l'évangile apprend dès l'ouverture de celui-ci que Jésus est le Messie et, pour la plupart des exégètes, cette atmosphère mystérieuse sert surtout la structure narrative qui culmine avec la révélation de la vraie nature de Jésus au moment de la crucifixion.

## Réception de l'évangile selon Marc

### Pères de l'Église
La réception de l'Évangile selon Marc chez les Pères de l'Église est marquée par une appréciation de ce texte en tant que récit de la vie et des enseignements de Jésus-Christ. Leur interprétation de ce texte a contribué à façonner la compréhension chrétienne de Jésus et de sa mission.
Irénée de Lyon (122-202), dans son ouvrage "Contre les hérésies", utilise fréquemment l'Évangile selon Marc pour réfuter les hérésies de son époque. Il considère Marc comme un témoin fiable des enseignements de Pierre, et donc comme une source précieuse pour établir la tradition apostolique.
Jérôme de Stridon (347-420) met en avant la simplicité du style de Marc et son souci de présenter les faits de manière concise.
Augustin d'Hippone (354-430) met en évidence l'importance de la foi en Jésus-Christ comme thème central de cet Évangile.
Origène (185-254) interprète souvent les récits du Premier Testament de manière allégorique pour en extraire des enseignements spirituels qu'il applique à Marc.
Tertullien (160-220) a cité Marc dans ses controverses théologiques.
Cyrille d'Alexandrie (376-444) met en avant l'importance des miracles de Jésus décrits par Marc comme des signes de sa divinité.

### Protestantisme
La réception de l'Évangile selon Marc chez Martin Luther et Jean Calvin a joué un rôle significatif dans le développement du protestantisme. Plusieurs nuances distinguent leurs interprétations.
Tout en ayant une préférence marquée pour l'Évangile selon Jean, Luther considère Marc comme un texte essentiel pour présenter l'enseignement et les actions de Jésus de manière directe et simple. Il insiste sur l'importance de la foi en Christ et de la grâce de Dieu, soulignant que la foi est le moyen par lequel les croyants sont justifiés. Il insistait également sur la solennité du baptême, sacrement central dans la théologie luthérienne, en se fondant sur les récits de baptêmes chez Marc, notamment le baptême de Jésus par Jean le Baptiste.
Calvin voit en Marc un évangile "concret" qui se concentre sur les faits et gestes de Jésus. Calvin insiste sur la doctrine de la prédestination, soulignant que l'appel de Jésus à ses disciples était un acte divinement orchestré.

## Galerie

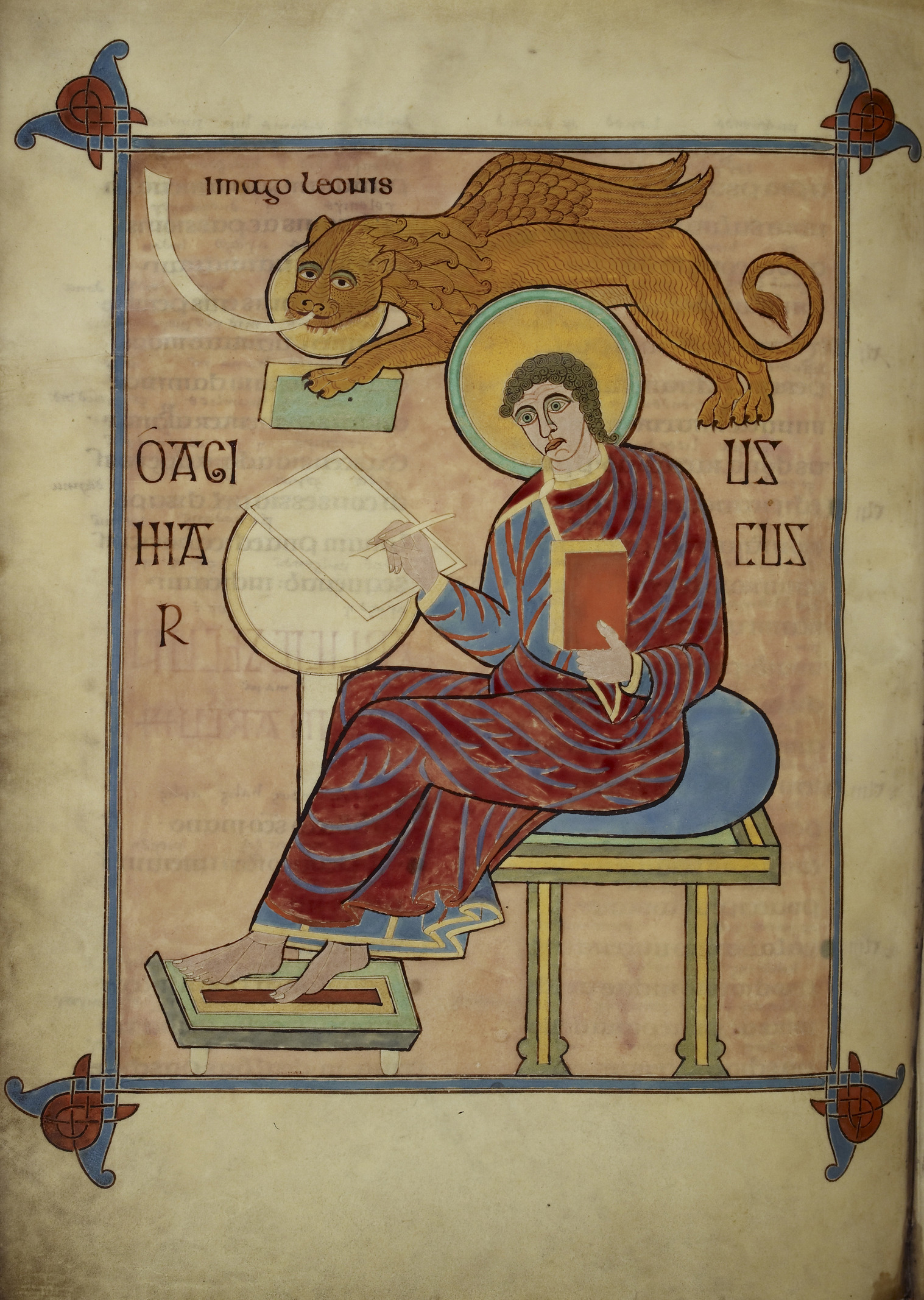
Évangiles de Lindisfarne, VIIIe siècle
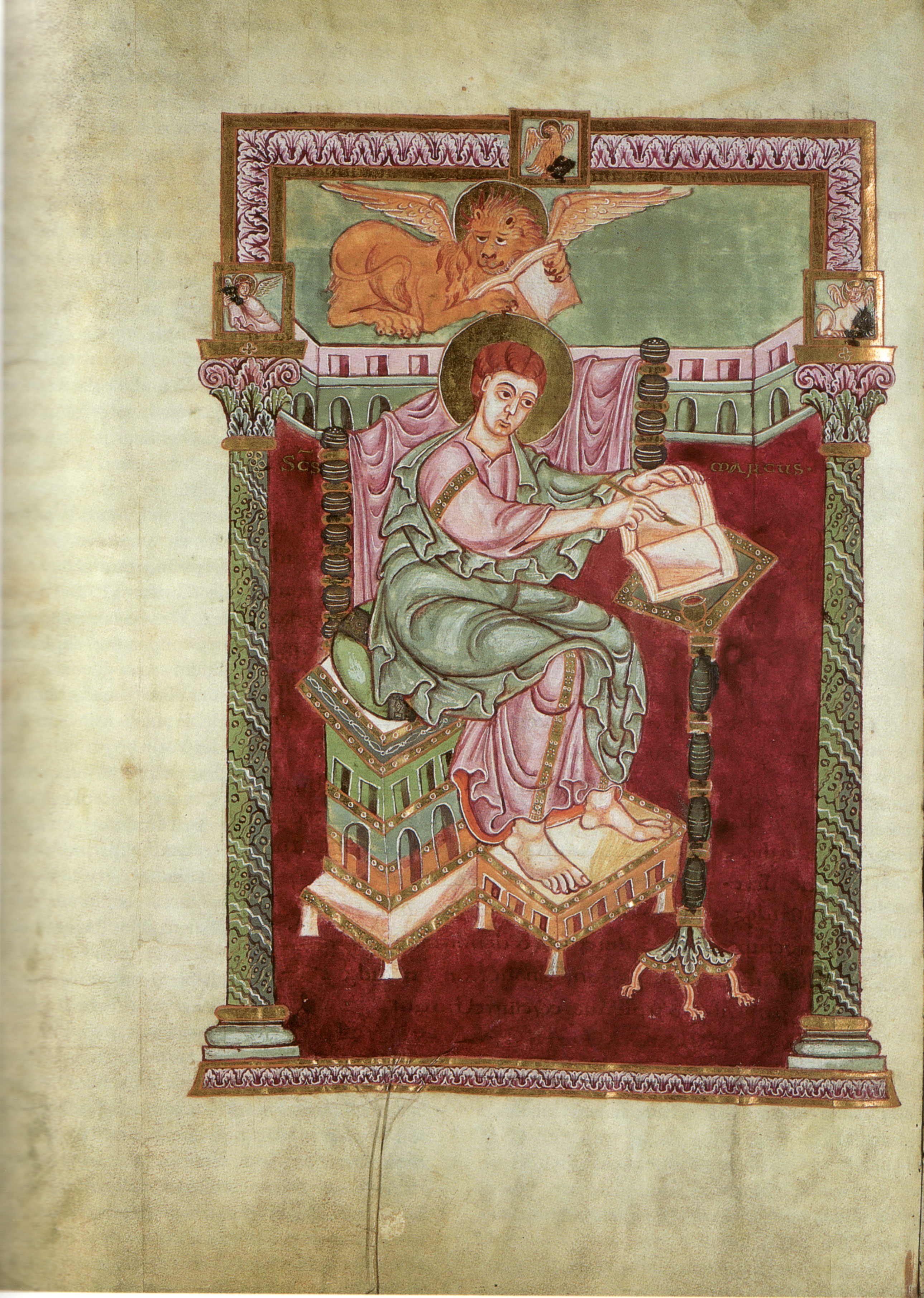
Codex Wittekindeus, Xe siècle
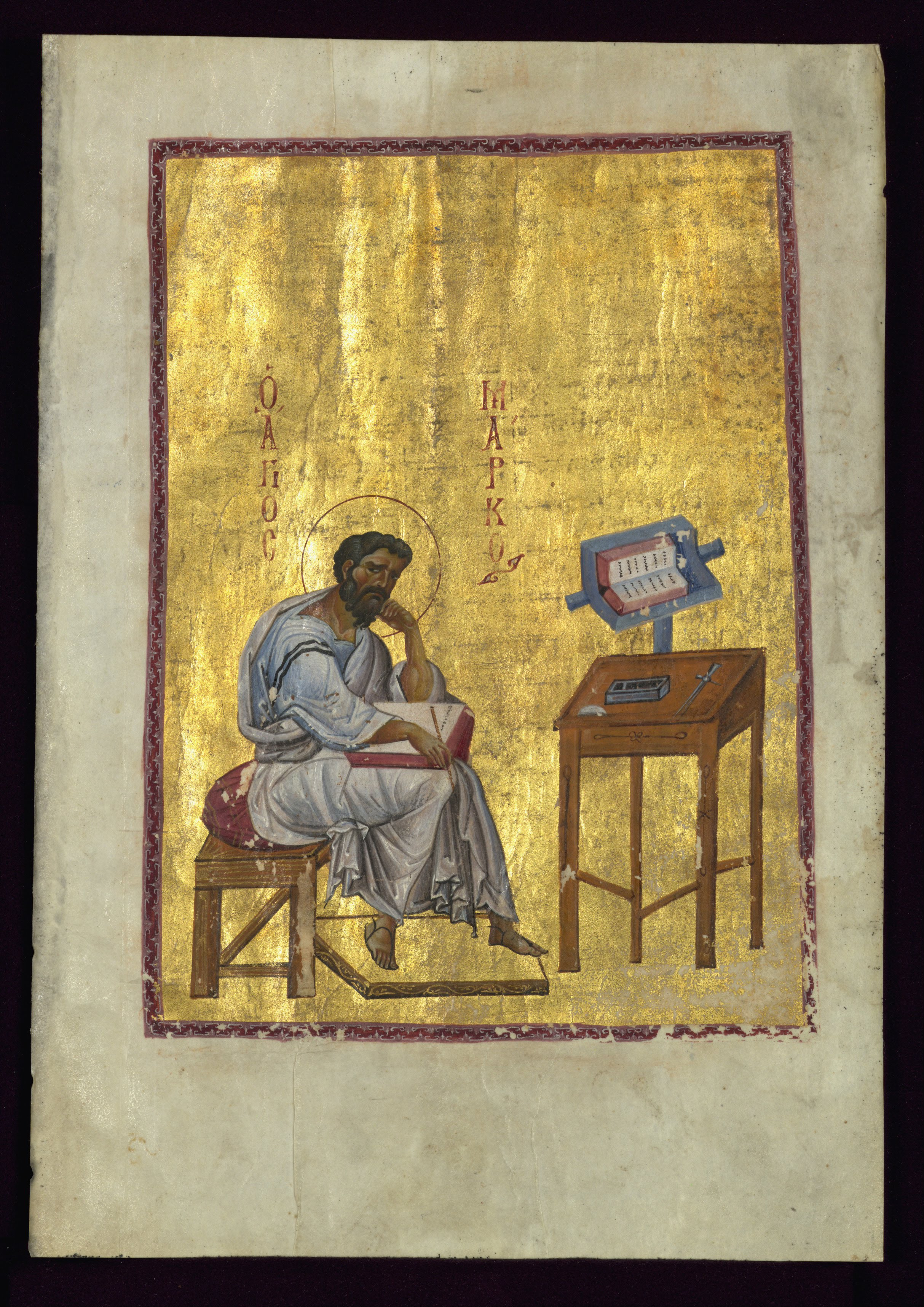
Miniature byzantine, XIe siècle
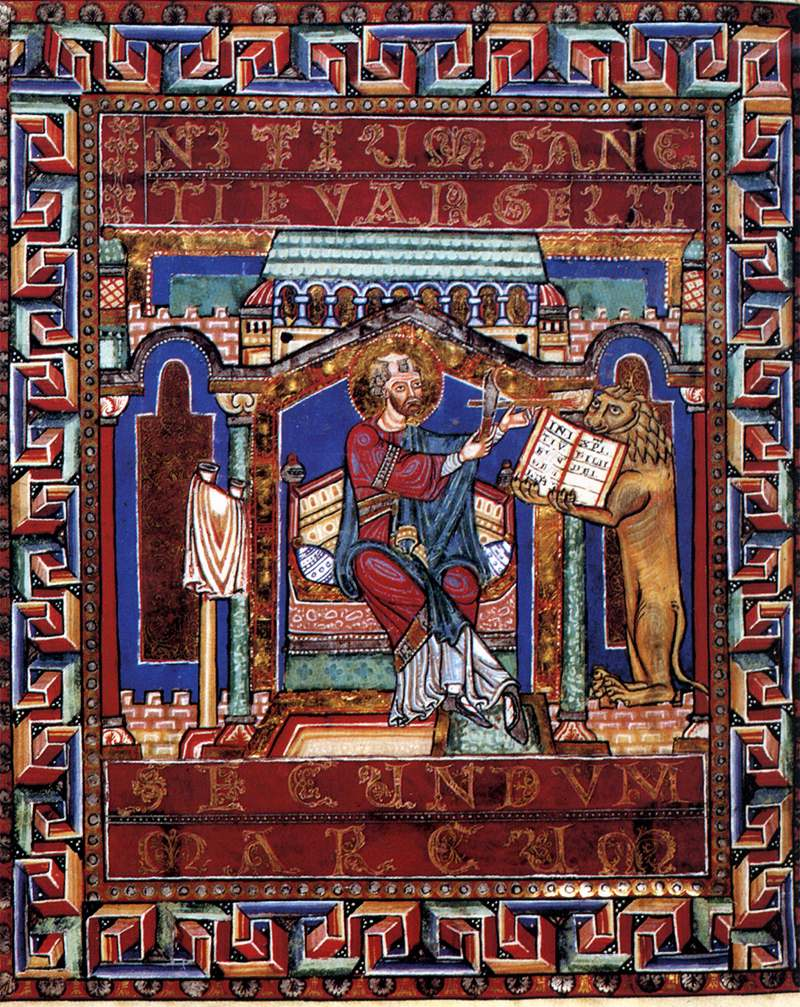
Évangéliaire d'Henri le Lion, XIIe siècle
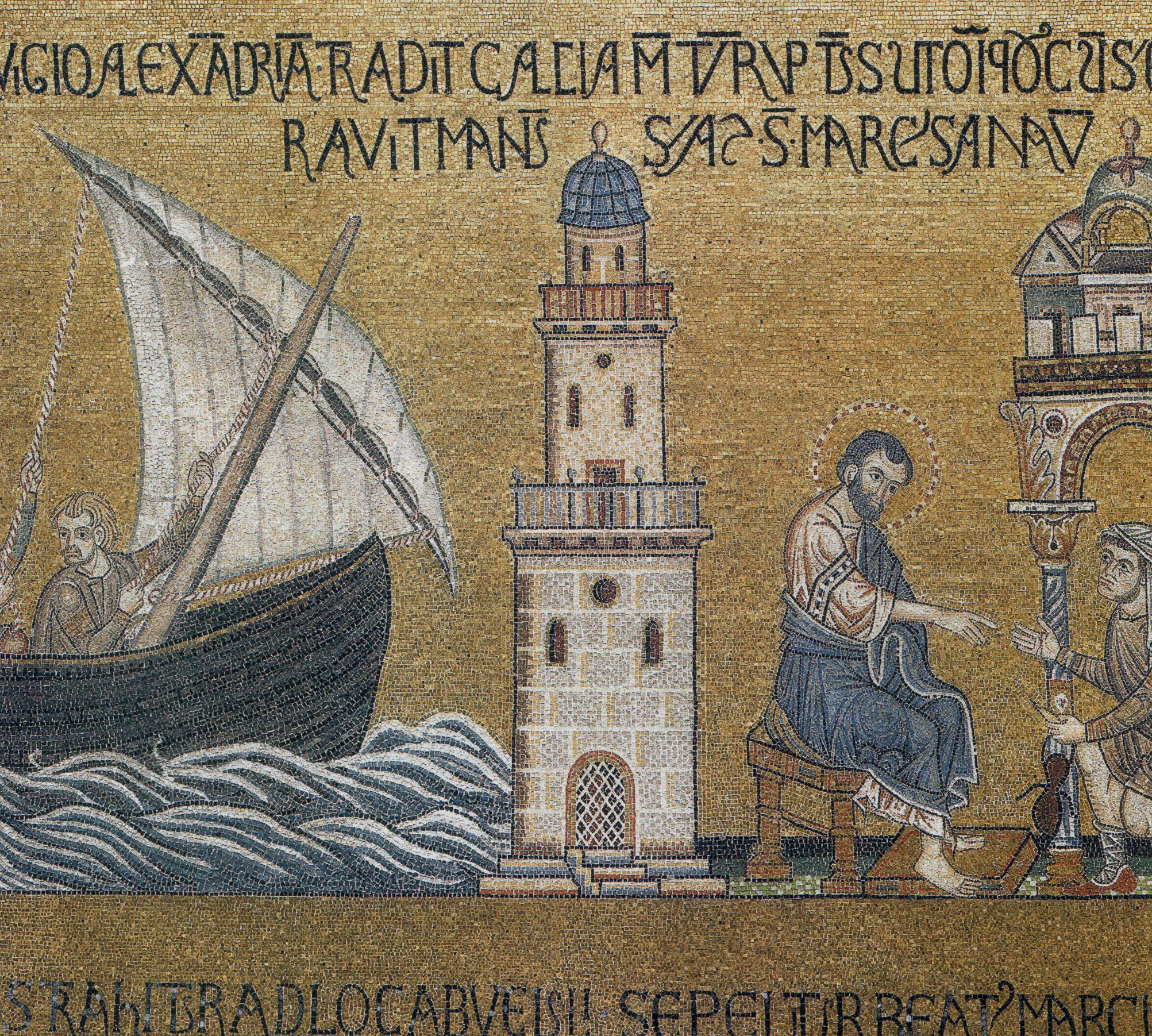
Marc à Alexandrie, mosaïque, XIIIe siècle
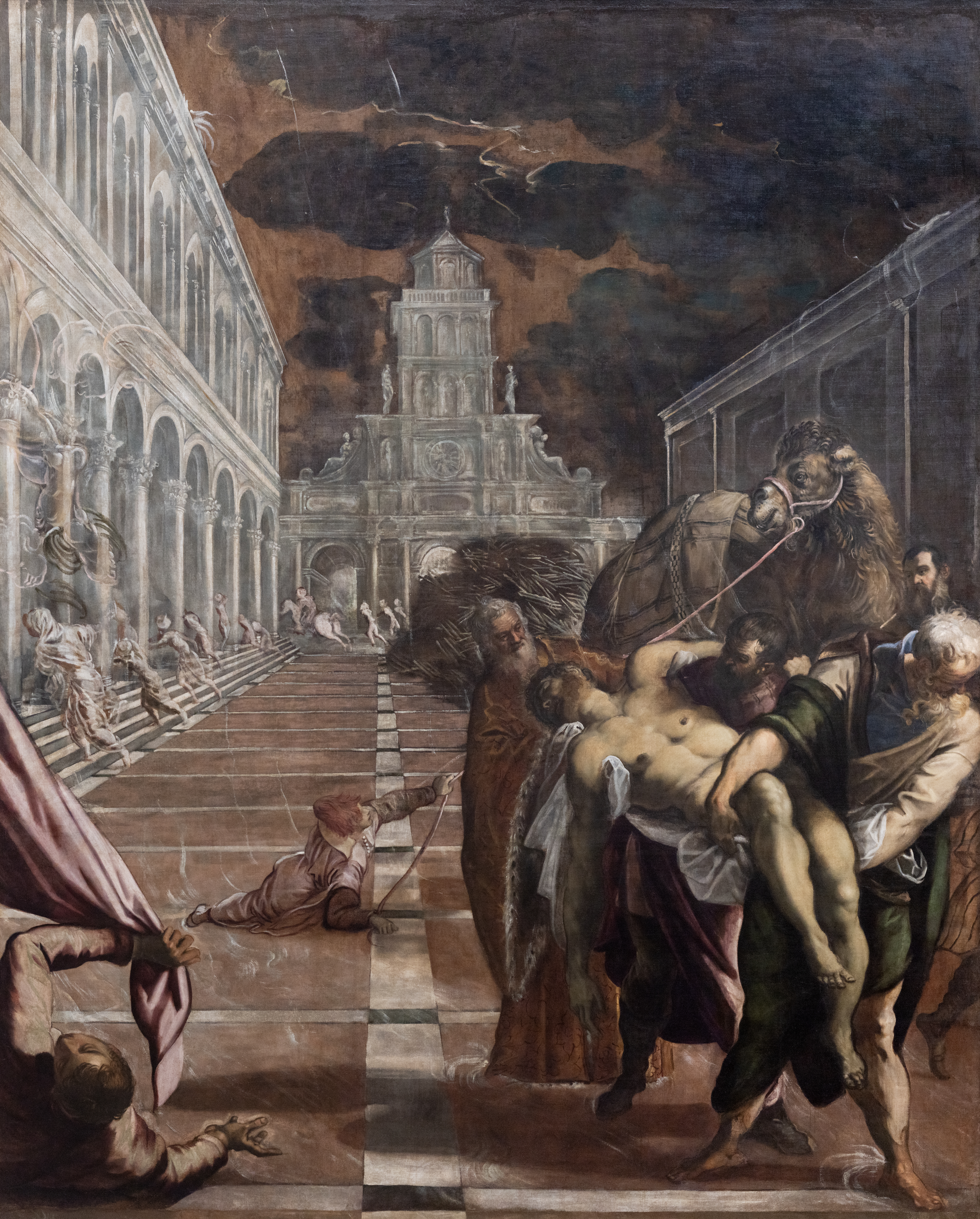
Le Tintoret, L'Enlèvement du corps de saint Marc, v. 1664

### Ouvrages généraux sur le Nouveau Testament
- Raymond E. Brown, Que sait-on du Nouveau Testament ?, Bayard, 2011  (ISBN 978-2-227-48252-4)
- Hans Conzelmann et Andreas Lindemann, Guide pour l'étude du Nouveau Testament, Labor et Fides, 1999  (ISBN 2-8309-0943-7)
- Camille Focant et Daniel Marguerat (dir.), Le Nouveau Testament commenté, Bayard/Labor et Fides, 2012, 4e éd.  (ISBN 978-2-227-48708-6)
- Daniel Marguerat (dir.), Introduction au Nouveau Testament : Son histoire, son écriture, sa théologie, Labor et Fides, 2008  (ISBN 978-2-8309-1289-0)

### Outils bibliographiques et étude des manuscrits
- Kurt Aland u. a. (Hrsg.): Text und Textwert der griechischen Handschriften des Neuen Testaments. Bd. 4/1: Das Markusevangelium.
  - Teil 1: Handschriftenliste und vergleichende Beschreibung. Arbeiten zur neutestamentlichen Textforschung 26.  (ISBN 3-11-016169-9)
  - Teil 2: Resultate der Kollation und Hauptliste. Arbeiten zur neutestamentlichen Textforschung 27.  (ISBN 3-11-016170-2)
- Heinrich Greeven, Eberhard Güting (Hrsg.): Textkritik des Markusevangeliums. Theologie 11. Lit-Verl., Münster 2005  (ISBN 3-8258-6878-8)
- Frans Neirynck: The Gospel of Mark. A Cumulative Bibliography 1950–1990. BEThL 102. University Press, Leuven u. a. 1992  (ISBN 90-6186-502-6)
- Watson E. Mills: The Gospel of Mark. Bibliographies for Biblical Research, New Testament Series 2. Mellen Biblical Press, Lewiston, NY u. a. 1994  (ISBN 0-7734-2349-4)

### Monographies sur l'Évangile selon Marc
- Sur la finale longue (16,9-20) : Christian-Bernard Amphoux, « La finale longue de Marc : un épilogue des quatre évangiles », dans C. Focant (dir.), The Synoptic Gospels. Source Criticism and the New Literary Criticism (Actes de colloque), Leuven, Peeters, coll. « Bibliotheca Ephemeridum Theologicarum Lovaniensium, no 194 », 1993, p. 548-555 ; et Christian-Bernard Amphoux (dir), Manuel de critique textuelle du Nouveau Testament, Bruxelles, Safran, coll. « Langues et cultures anciennes, no 22 », 2014, p. 275.
- Philippe Bacq, Odile Ribadeau Dumas, Un goût d'Évangile. Marc, un récit en pastorale, Bruxelles, Lumen Vitae, coll. « Écriture en pastorale, no 1 », 2006  (ISBN 978-2-87324-284-8).
- Eve-Marie Becker, Das Markus-Evangelium im Rahmen antiker Historiographie, Tübingen, Mohr Siebeck, coll. « Wissenschaftliche Untersuchungen zum Neuen Testament, no 194 », 2006  (ISBN 3-16-148913-6).
- Guy Bonneau, Le Récit de Marc. Commencement de l'Évangile de Jésus-Christ, Bruxelles, Lumen Vitae, coll. « Connaître la Bible, no 18 », 2000, 80 p.  (ISBN 2-87324-138-1).
- André Couture et François Vouga, La Présence du royaume. Une nouvelle lecture de l'évangile de Marc, Labor et Fides, 2005, 198 p. (ISBN 978-2-8309-1155-8).
- Élian Cuvillier, L'Évangile de Marc. Traduction et lecture, Paris, Bayard - Genève, Labor et Fides, 2002  (ISBN 2-8309-1009-5).
- Jean Delorme, Lecture de l'Évangile selon saint Marc, Paris, Cerf, coll. « Cahiers Évangile, no 1-2 », 1972.
- Detlev Dormeyer, Das Markusevangelium. Synoptisches Problem, Methoden, Gattung, Theologie, Darmstadt, Wissenschaftliche Buchgesellschaft, 2005  (ISBN 3-534-15613-7).
- Bart D. Ehrman, Jésus avant les Évangiles : Comment les premiers chrétiens se sont rappelé, ont transformé et inventé leurs histoires du Sauveur, Paris, Bayard, 2017  (ISBN 978-2-227-48913-4), en particulier les chapitres 3 et 6.
- Camille Focant, L'Évangile selon Marc, Paris, Cerf, coll. « Commentaire biblique. Nouveau Testament, no 2 », 2004  (ISBN 978-2-204-07407-0).
- Camille Focant, Marc, un évangile étonnant. Recueil d'essais, Leuven, University Press - Peeters , coll. « Bibliotheca Ephemeridum Theologicarum Lovaniensium, no 194 », 2006  (ISBN 90-429-1699-0).
- Camille Focant, Marc : cinq clés de lecture, Paris, Cerf, coll. « Cahiers Évangile, no 181 », 2017, 77 p.
- Joachim Gnilka, Das Evangelium nach Markus, Neukirchener Verlag, Neukirchen-Vluyn, 2002  (ISBN 3-7887-1829-3).
- Jean Lévêque, Le Sel de la Parole. Méditations sur l'évangile de Marc, Editions du Carmel, 2020, 181 p. (ISBN 978-2-8471-3655-5).
- Roland Meynet sj, L'Évangile de Marc, Pendé, Gabalda, coll. « Rhétorique sémitique, no 16 », 2014.
- Mercedes Navarro Puerto, Quand la Bible raconte. Clés pour une lecture narrative, II. Textes de l'Évangile de Marc, Bruxelles, Lumen Vitae, coll. « Connaître la Bible, no 42 », 2006, 80 p.  (ISBN 2-87324-274-4).
- Antoine de Souroge, trad. par Michel Evdokimov, Rencontre avec le Dieu vivant. Lecture spirituelle de l'évangile selon saint Marc, Paris, Cerf, 2004  (ISBN 2-204-07626-0).
- Benoît Standaert osb, L'Évangile selon Marc. Commentaire, Paris, Cerf, coll. « Lire la Bible », 1997.
- Étienne Trocmé, L'Évangile selon saint Marc, Genève, Labor et Fides, coll. « Commentaire du Nouveau Testament, II, 2e série », 2000  (ISBN 2-8309-0972-0).
- Ryerson Turnbull, L'Évangile de Marc. Guide d'étude, Impact, 2018, 176 p. (ISBN 978-2-8908-2007-4).
- François Vouga, L'Évangile d'une femme : Une lecture de l'Évangile de Marc, Bayard Culture, 2021, 240 p. (ISBN 978-2-2274-9966-9).